# Marcus Curvelo
Marcus Curvelo (Salvador) é um cineasta, ator e escritor brasileiro. Realizou diversos curta-metragens premiados nos mais importantes festivais de cinema do Brasil. Em 2021, estreou seu primeiro longa-metragem: Eu, Empresa, em co-direção com Leon Sampaio.
Em 2020, foi citado como parte dos Top 10 Novos Cineastas Brasileiros em uma lista feita pelo portal Papo de Cinema através de uma votação entre diversos críticos do país.

## Biografia
Curvelo é formado em Comunicação Social pelo Centro Universitário da Bahia e em Artes com concentração em Cinema e Audiovisual pela Universidade Federal da Bahia. Somados, seus curta-metragens ganharam dezenas de prêmios em festivais de cinema de todo o país. Entre eles o Cine Ceará, Festival de Brasília, Curta Cinema, Mostra de Cinema de Tiradentes, Mostra do Filme Livre, além de indicações ao primeiro-turno do Grande Prêmio do Cinema Brasileiro e ao Prêmio Guarani de Cinema Brasileiro.
Seu filme A Nova Melancolia, de co-direção com Alvaro Andrade Alves, ganhou o Grande Prêmio Nacional na competição de curtas do Curta Cinema - Festival Internacional de Curtas do Rio de Janeiro, assim ficando habilitado para inscrição no Oscar de 2018.
Em 2017, seu curta-metragem Mamata ganhou três Candangos no Festival de Brasília, incluindo Melhor Ator e Melhor Curta-Metragem pelo Júri da Crítica. Posteriormente, ainda em 2017, esse mesmo filme foi eleito como Melhor Curta-Metragem Brasileiro do ano pela Associação Brasileira de Críticos de Cinema (ABRACCINE).
Uma retrospectiva de seu trabalho em curta-metragem foi um dos principais segmentos na programação da 17ª Mostra do Filme Livre, exibida no Centro Cultural Banco do Brasil - CCBB do Rio de Janeiro, São Paulo, Belo Horizonte e Brasília. Em 2021, estreou seu primeiro longa-metragem Eu, Empresa na competição da Mostra de Cinema de Tiradentes.

## Filmografia
| Ano  | Título                       | Formato        | Função        |
| ---- | ---------------------------- | -------------- | ------------- |
| 2012 | Não Estou Aqui               | curta-metragem | diretor       |
| 2014 | Otto Recicla                 | curta-metragem | diretor       |
| 2014 | Com Fome no Fim do Mundo     | curta-metragem | diretor, ator |
| 2015 | Feio, Velho e Ruim           | curta-metragem | diretor, ator |
| 2016 | Neandertais                  | curta-metragem | diretor, ator |
| 2016 | Ótimo Amarelo                | curta-metragem | diretor       |
| 2017 | Regresso de Saturno          | curta-metragem | diretor, ator |
| 2017 | A Nova Melancolia            | curta-metragem | diretor, ator |
| 2017 | Mamata                       | curta-metragem | diretor, ator |
| 2018 | Aulas Que Matei              | curta-metragem | ator          |
| 2019 | Joderismo                    | curta-metragem | diretor, ator |
| 2021 | A Destruição do Planeta Live | curta-metragem | diretor, ator |
| 2021 | Eu, Empresa                  | longa-metragem | diretor, ator |
| 2022 | Qual é a Grandeza?           | curta-metragem | diretor, ator |
| 2022 | Garotos Ingleses             | curta-metragem | diretor, ator |